# 林彪、江青反革命集团案
林彪、江青反革命集团是中国共产党和中华人民共和国官方在“文化大革命”结束后，对分别以林彪、江青为首的两个“要夺取最高权力”的集团（官方称之为“反革命集团”）的总称。其中包括被毛泽东称为“四人帮”的江青、張春桥、姚文元、王洪文等江青集团核心成员以及邱会作、吴法宪等林彪反党集团成员。原中共中央政治局常委陈伯达也作为江青集团成员接受审判。

## 历史背景

### “林彪集团”
- 林彪（审前已故）
- 叶群（审前已故）
- 林立果（审前已故）
- 周宇驰（审前已故）
- 谢富治（审前已故）
- 黄永胜
- 吴法宪
- 李作鹏
- 邱会作
- 江腾蛟

### “江青集团”
- 江青
- 张春桥
- 姚文元
- 王洪文
- 陈伯达

### 其他涉案人员
- “主犯”：康生（审前已故）
- 毛远新
- 蒯大富

## 审判准备
1978年中共十一届三中全会之后，邓小平逐渐成为中共实际的最高领导人。在他的倡导下，中华人民共和国政府开始对分别以江青、林彪为首的两个政治集团在法律上进行审判和定罪。值得注意的是，中共有意把张春桥的政敌陈伯达划归“江青集团”，以避免林彪问题的复杂化。
1980年9月29日，第五届全国人民代表大会常务委员会第十六次会议通过《关于成立最高人民检察院特别检察厅和最高人民法院特别法庭检察、审判林彪、江青反革命集团案主犯的决定》，任命最高人民检察院检察长黄火青兼任特别检察厅厅长，任命最高人民法院院长江华兼任特别法庭庭长，特别法庭设二个审判庭。决定指出：特别法庭实行公开审判，其判决为终审判决。
《中华人民共和国最高人民检察院特别检察厅起诉书》（特检字第一号）全文有两万多字，被告人共10人，审判前已公开。1980年11月10日，最高人民法院特别法庭审查了起诉书，决定受理此案。

## 庭审过程
1980年11月20日至1981年1月25日，最高人民法院特别法庭在北京市东城区正义路1号（今中共北京市委旧址、北京市人民政府来访接待室旧址）公开审理此案。1980年11月20日下午3时，第一次开庭，黄火青代表检方宣读起诉书后，庭长江华宣布：江青集团案的被告人江青、张春桥、姚文元、王洪文、陈伯达由第一审判庭审理；林彪集团案的被告人黄永胜、吴法宪、李作鹏、邱会作、江腾蛟由第二审判庭审理。

## 判决结果
1981年1月25日上午，法庭宣判，认定10名被告人均为林彪、江青反革命集团主要成员，并判处了相应的刑罚。1986年，毛泽东的侄子毛远新因参加江青反革命集团而被审讯判刑。

### 事实认定

#### 刘少奇被诬告陷害、迫害致死案
“林彪、江青反革命集团共谋诬陷迫害中华人民共和国主席刘少奇。”
- 1966年8月，林彪让叶群把他们捏造的诬陷刘少奇的材料口授给总参谋部作战部副部长雷英夫，指使雷英夫写了诬陷刘少奇的材料。
- 1966年12月，张春桥单独召见清华大学学生蒯大富，指使他组织游行示威，首先在社会上煽动“打倒刘少奇”。
- 从1967年5月开始，江青直接控制“刘少奇、王光美专案组”，伙同康生、谢富治指挥专案组对被逮捕关押的人员进行逼供，制造诬陷刘少奇是“叛徒”、“特务”、“反革命”的伪证。
  - 1967年，江青为了制造迫害刘少奇的伪证，决定逮捕关押河北省副省长杨一辰（原中共满洲省委组织部干事）、中国人民大学教授杨承祚（原辅仁大学教授，王光美之师）、天津市居民王广恩（原奉天纱厂协理）和刘少奇的炊事员郝苗等十一人。
    - 在杨承祚病危期间，江青对专案人员说：“要突击审讯，把我们所要的东西在杨死前搞出来”。江青的决定，使杨承祚[死者 1]被迫害致死。
    - 江青指挥的专案组也使得王广恩[死者 2]被迫害致死。
    - 江青伙同谢富治指使对病势危重的张重一多次进行逼供，致使张重一[死者 3]在一次逼供后仅二小时即死去。
    - 江青伙同康生、谢富治等人，指使专案组对1927年在武汉同刘少奇一起进行工人运动的丁觉群和1929年同刘少奇在沈阳同时被捕的孟用潜进行逼供，制造伪证，诬陷刘少奇是“叛徒”。
- 1967年7月，江青伙同康生、陈伯达作出决定，对刘少奇进行人身迫害，从此剥夺了他的行动自由。

由于江青等人的诬陷，致使刘少奇遭受监禁，被迫害致死。

### 刑罚
| 肖 像 姓 名 | 判刑 时的 年龄 | 原 职 衔                                                                                           | 辩护人        | 本人答辩情况                                                                              | 罪 名                                                                                           | 主刑                                      | 附加刑： 剥夺 政治权利  | 出狱时间               | 去世时间                       | 享年   |
| ----------- | -------------- | -------------------------------------------------------------------------------------------------- | ------------- | ----------------------------------------------------------------------------------------- | ----------------------------------------------------------------------------------------------- | ----------------------------------------- | ----------------------- | ---------------------- | ------------------------------ | ------ |
| 江 青       | 67岁           | 中央文革小组副组长 第9、10届中共中央政治局委员                                                     | 不要          | 不认罪 “为毛泽东而战”（自称） “破坏法庭秩序”（判决书）                                    | 1. 组织、领导反革命集团罪 2. 阴谋颠覆政府罪 3. 反革命宣传煽动罪 4. 诬告陷害罪                   | 死缓 1983年1月減為無期                    | 终身                    | /                      | 1991年5月14日 （服安眠藥自殺） | 77岁   |
| 张春桥      | 63岁           | 中央文革小组副组长 第10届中共中央政治局常委 第9届中央政治局委员 第4届国务院副总理 上海市革委会主任 | 不要          | “不回答法庭对他的审问”（判决书）                                                          | 1. 组织、领导反革命集团罪 2. 阴谋颠覆政府罪 3. 策动武装叛乱罪 4. 反革命宣传煽动罪 5. 诬告陷害罪 | 死缓 1983年1月減為無期 1997年12月減為18年 | 终身 1997年12月減為10年 | 1998年1月 （保外就医） | 2005年4月21日                  | 88岁   |
| 姚文元      | 49岁           | 中央文革小组成员 第9、10届中央政治局委员 上海市革委会副主任                                        | 韩学章 张 中  | “把自己的犯罪行为说成是犯错误，不承认是犯罪”（判决书）                                    | 1. 组织、领导反革命集团罪 2. 阴谋颠覆政府罪 3. 反革命宣传煽动罪 4. 诬告陷害罪                   | 20年                                      | 5年                     | 1996年10月5日          | 2005年12月23日                 | 73岁   |
| 王洪文      | 46岁           | 第10届中共中央副主席 上海市革委会副主任                                                            | 不要          | “供认了自己的犯罪事实”（判决书）                                                          | 1. 组织、领导反革命集团罪 2. 阴谋颠覆政府罪 3. 策动武装叛乱罪 4. 反革命伤人罪 5. 诬告陷害罪     | 无期                                      | 终身                    | /                      | 1992年8月3日                   | 57岁   |
| 陈伯达      | 76岁           | 中央文革小组组长 第8、9届中央政治局常委                                                            | 甘雨霂 傅志人 | “供认了自己的部分犯罪事实”（判决书）                                                      | 1. 积极参加反革命集团罪 2. 阴谋颠覆政府罪 3. 反革命宣传煽动罪 4. 诬告陷害罪                     | 18年                                      | 5年                     | 未知                   | 1989年9月20日                  | 85岁   |
| 黄永胜      | 70岁           | 解放军总参谋长 上将                                                                                | 不要          | “供认了自己的部分犯罪事实”（判决书）                                                      | 1. 组织、领导反革命集团罪 2. 阴谋颠覆政府罪 3. 诬告陷害罪                                       | 18年                                      | 5年                     | 未知                   | 1983年4月26日                  | 73岁   |
| 吴法宪      | 65岁           | 解放军副总参谋长 空军司令员 中将                                                                   | 马克昌 周亨元 | “供认了自己的犯罪事实、揭发了同案犯的犯罪事实”（判决书） 在《吴法宪回忆录》里表示自己无辜 | 1. 组织、领导反革命集团罪 2. 阴谋颠覆政府罪 3. 诬告陷害罪                                       | 17年                                      | 5年                     | 1981年 （保外就医）    | 2004年10月17日                 | 89岁   |
| 李作鹏      | 66岁           | 解放军副总参谋长 海军第一政治委员 中将                                                             | 张思之 苏惠渔 | “供认了自己的犯罪事实”（判决书）                                                          | 1. 组织、领导反革命集团罪 2. 阴谋颠覆政府罪 3. 诬告陷害罪                                       | 17年                                      | 5年                     | 未知                   | 2009年1月3日                   | 93岁   |
| 邱会作      | 66岁           | 解放军副总参谋长 解放军总后勤部部长 中将                                                           | 不要          | “供认了自己的犯罪事实、揭发了同案犯的犯罪事实”（判决书）                                  | 1. 组织、领导反革命集团罪 2. 阴谋颠覆政府罪 3. 诬告陷害罪                                       | 16年                                      | 5年                     | 未知                   | 2002年7月18日                  | 88岁   |
| 江腾蛟      | 61岁           | 南京军区空军政治委员 少将                                                                          | 王舜华 周奎正 | “供认了自己的犯罪事实、揭发同案犯的犯罪事实”（判决书）                                    | 1. 组织、领导反革命集团罪 2. 策动武装叛乱罪 3. 反革命杀人罪（未遂）                             | 18年                                      | 5年                     | 1999年                 | 2009年5月8日                   | 90岁   |
| 毛远新      | 41岁           | 中共中央政治局联络员                                                                               | 未知          | “供认了自己的犯罪事实”                                                                    | 1.积极参加反革命集团罪 2.诬告陷害罪 3.故意杀人罪 4.反革命宣传煽动罪 5.策动武装叛乱罪            | 17年                                      | /                       | 1989年（保外就医）     | /                              | 未死亡 |

## 法律依据
法庭根据对本案适用1979年7月1日第五届全国人民代表大会第二次会议通过，1980年1月1日生效的第一部《中华人民共和国刑法》。
|  | 第九条 本法自一九八〇年一月一日起生效。中华人民共和国成立以后本法施行以前的行为，如果当时的法律、法令、政策不认为是犯罪的，适用当时的法律、法令、政策。如果当时的法律、法令、政策认为是犯罪的，依照本法总则第四章第八节的规定应当追诉的，按照当时的法律、法令、政策追究刑事责任。但是，如果本法不认为是犯罪或者处刑较轻的，适用本法。 1. 2. 3. 4. 5. 6. |

## 判决书提到的其他人员
| 肖 像 姓 名 | 终年 | 死 亡 时 间    | 死 亡 地 点            | 死因      | 原 职 衔                              | 所属集团 | 与其他主犯的关系    | 官方结论及其出处 | 官方处理结果             |
| ----------- | ---- | -------------- | ---------------------- | --------- | ------------------------------------- | -------- | ------------------- | --- | ------------------------ |
| 林 彪       | 63岁 | 1971年9月13日  | 蒙古肯特省温都尔汗郊外 | 坠机      | 第8、9届中共中央副主席 国防部长 元帅  | 林彪集团 | 叶群之夫 林立果之父 | |                          |
| 叶 群       | 54岁 | 1971年9月13日  | 蒙古肯特省温都尔汗郊外 | 坠机      | 第9届中央政治局委员                   | 林彪集团 | 林彪之妻 林立果之母 | |                          |
| 林立果      | 26岁 | 1971年9月13日  | 蒙古肯特省温都尔汗郊外 | 坠机      | 空军司令部作战部副部长                | 林彪集团 | 林彪、叶群之子      | |                          |
| 周宇驰      | 36岁 | 1971年9月13日  | 北京怀柔               | 开枪 自杀 | 空军司令部办公室副主任                | 林彪集团 |                     | |                          |
| 谢富治      | 63岁 | 1972年3月26日  | 北京                   | 癌症      | 第9届中央政治局委员 公安部部长 上将   |          |                     | “康生、谢富治两人，政治品质表现恶劣，在‘文化大革命’期间，直接参与林彪、江青等人篡党夺权的反革命阴谋活动，犯下严重罪行。” | 撤销《悼词》，开除党籍。 |
| 康 生       | 77岁 | 1975年12月16日 | 北京                   | 癌症      | 中央文革小组顾问 第10届中共中央副主席 |          |                     | “康生、谢富治两人，政治品质表现恶劣，在‘文化大革命’期间，直接参与林彪、江青等人篡党夺权的反革命阴谋活动，犯下严重罪行。” | 撤销《悼词》，开除党籍。 |

### 被害人

#### 被迫害致死者
1. ↑  杨承祚：中国人民大学教授（原辅仁大学教授，王光美之师）
2. ↑  王广恩：天津市居民（原奉天纱厂协理）
3. ↑  张重一：河北北京师范学院教授（原辅仁大学教授，王光美之师）
4. ↑  刘少奇：第八届中共中央副主席、首任全国人大常委会委员长、第二任中华人民共和国主席

- 彭德怀：元帅，原第一野战军司令员、国防部长。因反对大跃进遭到撤职软禁，九一三事件后又被四人帮诬陷为“林彪死党”遭到审查迫害，最终死亡。
- 陶勇： 中将，原第9兵团副司令员、东海舰队司令员。1967年1月被发现死于枯水井当中，死因成谜。
- 朱岚：陶勇之妻，1967年九月被迫害至死。

#### 其他被害人
- 陆定一：第2、3届国务院副总理
- 王光美：刘少奇之妻。
- 洪学智：上将，原后勤部部长。
- 邓华： 上将，原四川省副省长。
- 解方：少将，后勤学院副院长。
- 徐文烈：少将，原总政治部副秘书长，第50军政治委员。
- 陈丕显
- 薄一波
- 彭真
- 杨尚昆

#### 未遂谋害对象
- 毛泽东：中国共产党中央委员会主席、中国共产党中央军事委员会主席

## 影响及评价
这次审判中，素来与张春桥有隙，且被毛泽东定为“林陈反党集团”的陈伯达竟然作为“江青集团”主犯受审，有学者认为这是又制造的一大冤案。
林彪集团主犯吴法宪受到法院威胁，他回忆说：
|  | 十二月十六日上午，又两位审判员来告诉我，十二月十八日要进行法庭辩论，我可以在法庭上发言，这是法律允许的，但是要注意，起诉书上的问题，不准推翻，否则要判重刑。 |

另外，1980年12月12日，廖沫沙以证人身份出席江青的第五次庭審，指证江青伙同康生、谢富治等人诬陷迫害老干部的犯罪事实，在庭上他曾陈述：“……1955年初，我生病住在北京医院里，江青还到我的病房来，谈起过去上海的情况，还津津乐道，达一两个钟头之久。我是一个什么样的人，她完全了解。可见她是故意诬陷我，制造冤案。我被无辜关押了八年多，流放劳改了三年。挨批斗也有几百场，肉体受尽了酷刑，我的满口牙齿都被打落了……”当时江青在庭上对廖沫沙多番辱骂：“放屁！”“你不必作假了。三家村不是你有份？！”当时最高人民检察院检察长黄火青制止江青：“不许你讲话！”江青反击：“为什么？我有权辩护，有权揭发你！”其后审判长多次制止江青未果后，以江青扰乱法庭秩序为由，命令将江青押出法庭。

## 扩展阅读
- 王文正; 沈国凡. . 當代中國出版社. 2006. ISBN 978-7-80170-418-4.
- 马克昌. . 中国长安出版社. 2007. ISBN 978-7-80175-602-2.
- 吕相友. . 中央文献出版社、辽宁人民出版社. 2014. ISBN 978-7-205-07093-9.
- 图们; 肖思科. . 中央文献出版社. 2003. ISBN 978-7-5073-1295-9.
- 最高人民法院研究室. . 法律出版社. 1982. CSBN 6004·473.（内部发行）